# 窄吻長吻鰩
窄吻長吻鰩（學名：Dipturus stenorhynchus），為軟骨魚綱鰩目鰩科長吻鰩屬的一種，分布於西印度洋莫三比克南部到南非的普利登堡灣海域，深度253至761公尺，本魚具有非常細長的寬三角形吻部和粗壯的尾巴，體盤具具有棱角且底部光滑，頸背處有小刺，上下均勻呈深灰色，底部有黑色黏液孔，體長可達101公分，棲息在大陸坡海域，為底棲性魚類，肉食性，卵生，生活習性不明。